# Никитин Починок
Никитин Починок — деревня в Тотемском районе Вологодской области.
Входит в состав Мосеевского сельского поселения, с точки зрения административно-территориального деления — в Заозерский сельсовет.
Расстояние до районного центра Тотьмы по автодороге — 54 км, до центра муниципального образования деревни Мосеево по прямой — 14 км. Ближайшие населённые пункты — Данилов Починок, Мартыновская, Мелешово.
По переписи 2002 года население — 18 человек.